# 551 до н. е.

## Події

### Астрономічні явища
- 15 січня. Часткове сонячне затемнення.[1]
- 14 лютого. Часткове сонячне затемнення.[1]
- 11 липня. Часткове сонячне затемнення.[1]
- 9 серпня. Часткове сонячне затемнення.[1]

## Народились
- 28 вересня або 21 серпня (традиційні дати) — Конфуцій, китайський філософ, засновник конфуціанства.